# Estação Novoguireevo
Novoguireevo (em russo:  Новогиреево) é uma estação terminal da linha Kalininskaia (Linha 8) do Metro de Moscovo, na Rússia. Estação «Novoguireevo» está localizada após a estação Perovo.